# جاستیکا ادهاتدا
جاستیکا ادهاتدا (نام علمی: Justicia adhatoda) نام یک گونه از سرده مشعلی است.